# IFBB Hall of Fame
L'IFBB Hall of Fame est le Temple de notoriété établi en 1999 par la Fédération internationale de bodybuilding et fitness (IFBB) pour honorer les athlètes et officiels liés au sport du bodybuilding. Aucun athlète n'a été nommé depuis 2011.

## Liste par année

### 1999
- Carla Dunlap
- Cory Everson
- John Grimek
- Lee Haney
- Rachel McLish
- Sergio Oliva
- Reg Park
- Bill Pearl
- Steve Reeves
- Arnold Schwarzenegger
- Larry Scott
- Frank Zane

### 2000
- Chris Dickerson
- Dave Draper
- George Eiferman
- Bev Francis
- Lisa Lyon
- Clarence Ross
- Abbye "Pudgy" Stockton

### 2001
- Kay Baxter
- Albert Beckles
- Franco Columbu
- Jack Delinger
- Diana Dennis
- Kike Elomaa
- Eugen Sandow

### 2002
- Samir Bannout
- Laura Combes
- Ronald Essmaker
- Barton Horvath
- Mike Mentzer
- Chuck Sipes

### 2003
- Leroy Colbert
- Lynn Conkwright
- Lou Ferrigno
- Bert Goodrich
- Tom Platz
- Dorian Yates

### 2004
- Ed Corney
- Rich Gaspari
- Lee Labrada
- Harold Poole
- Alan Stephen
- Ellen Van Maris

### 2005
- Stacey Bentley
- Mike Christian
- Mohamed Makkawy
- Oscar State
- Armand Tanny
- Rick Wayne

### 2006
- Jules Bacon
- Siegmund Klein
- Ron Love
- Dennis Tinerino
- Claudia Wilbourn

### 2007
- Boyer Coe
- Laura Creavalle
- George Hackenschmidt
- Mike Katz
- Irvin Koszewski
- Shawn Ray
- Arthur Saxon

### 2008
- Roy Callender
- Kim Chizevsky-Nicholls
- Berry Demey
- Don Howorth

### 2009
- Juliette Bergmann
- Kevin Levrone
- Danny Padilla
- Flex Wheeler

### 2010
- Susie Curry
- Vickie Gates
- Lenda Murray
- Ben Weider
- Joe Weider

### 2011
- John Balik
- Porter Cottrell
- Mike Francois
- Tonya Knight
- Anja Langer
- Jim Manion
- Carol Semple-Marzetta
- Saryn Muldrow
- Art Zeller

### Membres honoraires
- Oscar State
- Warren Langman